# La Lande-de-Fronsac
La Lande-de-Fronsac település Franciaországban, Gironde megyében. Lakosainak száma 2739 fő (2022. január 1.). La Lande-de-Fronsac Saint-Romain-la-Virvée, Cadillac-en-Fronsadais, Saint-André-de-Cubzac, Val de Virvée, Tarnès és Vérac községekkel határos.

## Népesség
A település népességének változása:
| Lakosok száma | 512  | 1147 | 1797 | 2088 | 2352 | 2343 | 2412 | 2540 | 2579 | 2739 |
|               | 1968 | 1982 | 1990 | 2006 | 2013 | 2015 | 2017 | 2019 | 2020 | 2022 |